# Lacul Gălățui
Gălățui este un lac de acumulare din județul Călărași, Muntenia, România, în lunca Dunării.
Are o suprafata de aproximativ 750ha, fiind alimentat cu apă din fluviul Dunărea și din izvoare proprii. Este utilizat pentru irigații și pescuit. A fost declarat Arie de Protecție Specială Avifaunistică sub codul ROSPA 0055.
Planul de management a fost aprobat prin Ordinul ministrului mediului, apelor și pădurilor nr.908 din 2023 privind aprobarea Planului de management al siturilor Natura 2000 ROSCI0131 Oltenița—Mostiștea—Chiciu (incluzând rezervația naturală IV.20. Ostrovul Haralambie), ROSPA0021 Ciocănești—Dunăre (incluzând rezervația naturală IV.21 Ostrovul Ciocănești), ROSPA0055 Lacul Gălățui, ROSPA0105 Valea Mostiștea, ROSPA 0136 Oltenița—Ulmeni ca urmare a Proiectului MySMIS 102123
1. ↑  https://www.natura2000oltenita-chiciu.ro/wp-content/uploads/2023/05/Ordin-mmap-908-6-aprilie-Monitorul-Oficial-Partea-I-nr.-376-3-mai-2023.pdf
2. ↑  https://www.natura2000oltenita-chiciu.ro/wp-content/uploads/2023/06/Plan-de-management-Oltenita-Mostistea-Chiciu.pdf
3. ↑  Despre proiect – Natura2000 – Oltenita-Chiciu